# Сума-Шальская
Сума-Шальская — река в России, протекает по Пудожскому району Карелии. Впадает в озеро Шальское, через которое протекает Шалица. Длина реки составляет 19 км, площадь водосборного бассейна — 146 км².
В среднем течении пересекает дорогу А119 («Вологда — Медвежьегорск — автомобильная дорога Р-21 „Кола“»). В нижнем течении принимает правый приток — Кобылий.

## Данные водного реестра
По данным государственного водного реестра России относится к Балтийскому бассейновому округу, водохозяйственный участок реки — Водла, речной подбассейн реки — Свирь (включая реки бассейна Онежского озера). Относится к речному бассейну реки Нева (включая бассейны рек Онежского и Ладожского озера).
Код водного объекта в государственном водном реестре — 01040100412102000017071.